# St. Bartholomäus (Laer)

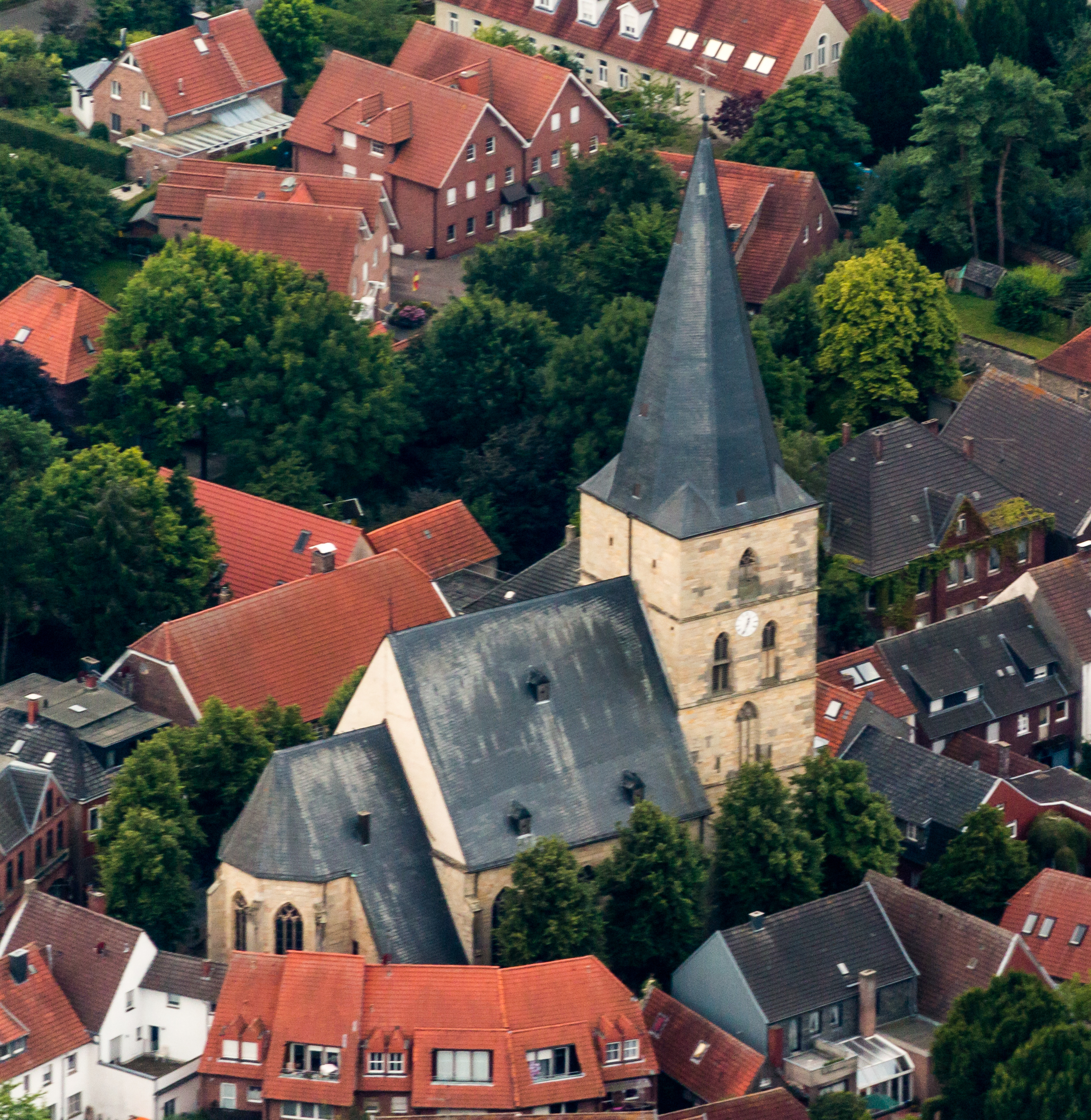
Luftbild (2014)

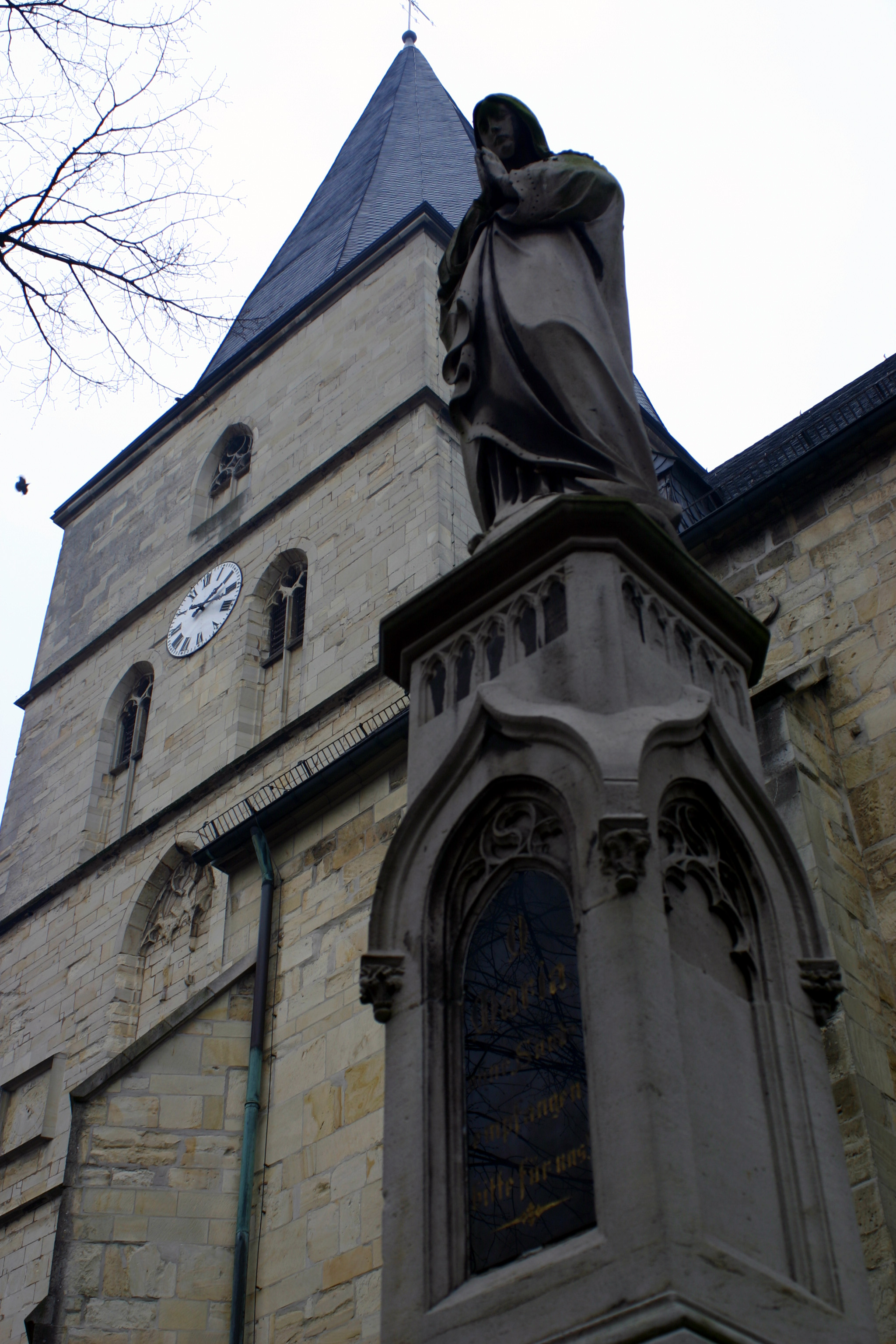
Pfarrkirche St. Bartholomäus

Die römisch-katholische Pfarrkirche St. Bartholomäus ist ein denkmalgeschütztes Kirchengebäude in Laer, einer Gemeinde im Kreis Steinfurt (Nordrhein-Westfalen). Sie ist Pfarrkirche für die Filialgemeinde St. Marien (Holthausen).

## Geschichte und Architektur
Das Kirchengebäude wurde erstmals 1181 urkundlich erwähnt und 1278 an die Johanniter in Burgsteinfurt verkauft.
Die spätgotische Hallenkirche mit drei Jochen, einem Chorjoch im 5/8-Schluss und einer Nordsakristei wurde aus Baumberger Sandsteinquadern errichtet. Der wuchtige Westturm ist mit 1448 bezeichnet. Der Bau wurde im Westen begonnen, dort sind noch Teile eines romanischen Vorgängerbaus integriert. Der romanische Westturm wurde ummantelt. Laut einer Inschrifttafel in der Turmhalle wurde er 1599 durch einen Brand beschädigt. Das Chorgewölbe und der Turmhelm wurden erneuert. Das ursprünglich rundbogige Turmportal wurde 1902 durch ein rechteckiges ersetzt und in die Gewändenische des darüber liegenden Fensters eingebunden. Eine Taufkapelle wurde 1937 angebaut. Die Außenwände sind durch Strebepfeiler, Gesimse und Spitzbogenfenster gegliedert. Die Spitzbogenfenster und -blenden sind überwiegend mit Fischblasenmaßwerk geschmückt, das auch am Westturm fortgeführt wird. An den Turm wurde an der Südseite ein Treppenturm angebaut.
Der Innenraum ist durch Rundpfeiler in breite Joche unterteilt. Die Rippen der gebusten Rippengewölbe im Langhaus treffen sich in einem Schlussring. Die Seitenschiffe sind deutlich schmaler. In die Langhausnordwand ist eine gotische Wandnische eingelassen. Das Mauerwerk des romanischen Vorgängerbaus ist im nordwestlichen Seitenschiff bis zur Fenstersohlbank sichtbar.

## Ausstattung

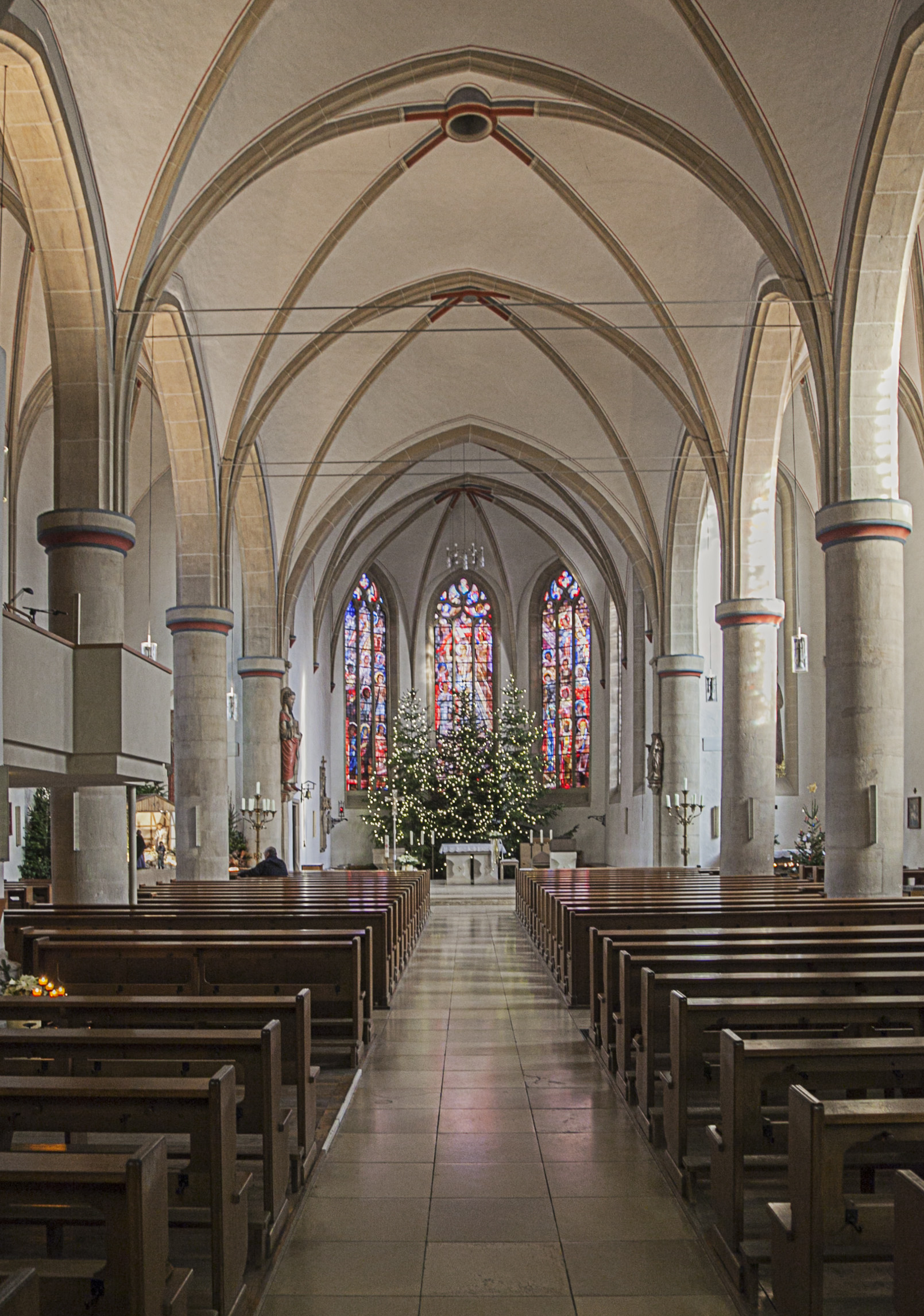
Innenansicht, Blick zur Chorapsis

- Die Sakramentsnische mit Fischblasen in Maßwerkbekrönung ist eine Arbeit vom Ende des 15. Jahrhunderts, die Figuren und Teile der Bekrönung stammen vom 19. Jahrhundert. Die Farbfassung wurde 1981 aufgedeckt und ergänzt.
- Der verkürzte Fuß mit Figurennischen des achteckigen gotischen Taufsteines trägt einige Inschriften.
- Der spätgotische Leuchterfuß ist aus Sandstein.
- Die überlebensgroße Steinfigur des hl. Bartholomäus ist vom 3. Viertel des 13. Jahrhunderts. Sein Attribut, ein Schindermesser aus Holz, wurde später ergänzt. Die originale Farbfassung wurde 1969 freigelegt.
- Ein kleines Holzkruzifix stammt aus der Zeit um 1420
- Eine Figur des hl. Antonius Abt aus Stein ist eine Arbeit aus der Zeit von 1430 bis 1440 vom Meister des Bentlager Kreuzigungsreliefs.
- Eine Grabplatte für den 1718 gestorbenen Reinardus Matthias von Travelmann mit Ahnenprobe und Inschrift.
- Der Wappenstein des Christoph Bernhard von Galen ist mit 1658 bezeichnet.
- Die barocke Kreuzigungsgruppe aus Baumberger Sandstein wurde 1972 an der Turmsüdseite aufgestellt.